# Nechat zemřít (Dr. House)
Nechat zemřít (v anglickém originále DNR) je devátá epizoda z první řady seriálu Dr. House.

## Děj
Podle mnoha lidí je John Henry Giles jedním z nejlepších hráčů na trubku. Jedna hudební skupina by ráda, kdyby jí doprovázel hraním na trubku. Při nahrávání ale dostane dýchací potíž. House by rád léčil i jeho paralyzované nohy, ale Cuddyová mu to zakáže a celý případ přebírá Foreman, jelikož pacientův ošetřující lékař Hamilton je Foremanův učitel. Foreman souhlasí s předchozí diagnózou - tj. RS (roztroušená skleróza). John podepisuje DNR (tzn. že si v případě komplikací nepřeje být resuscitován). Náhle však zkolabuje, ale nemohou ho resuscitovat. House ho i přes tento zákaz intubuje a zachrání mu tak život, avšak zároveň poruší zákon. House zažalují za ublížení na zdraví. Domnívá se, že se jedná o Vegenerovu granulomatózu. Johnům ošetřující lékař Hamilton přiletí do Princetonu, aby jej odpojil od přístrojů a on tak mohl klidně zemřít. House si však zajistí soudní příkaz. Jelikož však je později stažena žaloba, je ztracena možnost, jak House mohl zabránit odpojení. Po vypojení dýchacích přístrojů, ale John stále dýchá, což ukazuje, že se nejedná o „Vegenera“. John však chce stále zemřít, jelikož již nemůže hrát. House zjistí, že prodělal mrtvici a sraženinu na mozku mu operativně odstraní, čímž opět získá cit do ruky. Zázrakem se mu částečně vrátí i cit do nohou. Vysadí mu tak všechny léky a zjišťují, který lék zabírá. Nakonec zjistí, že má na páteři malformaci, která stlačuje nerv. Chirurgicky ji odstraní a John Henry opět začne chodit. Ke konci epizody věnuje Housovi svoji trubku.

## Diagnózy
- špatné diagnózy: lobární pleumonie, roztroušená skleróza, Vegenerova granulomatóza
- správná diagnóza: nepoznaná AV malformace na páteři (nohy) a paréza paže při mozkové ischemii